# Fredrik Boklund
Johan Fredrik Boklund, född 3 december 1963, är en svensk regissör.
Boklund har gjort större delen av musikvideorna till discogrupper som Alcazar, BWO och Army of Lovers, men även till artister som Mark Wahlberg, Jellyfish, U 96, Dr Alban, Mauro Scocco och The Bates. I mitten av 1990-talet flyttade han till Asien där han arbetar med reklam för Pepsi och Panasonic i Japan, Suzuki i Sydostasien samt Seiko och Fisherman's Friend för hela kontinenten. Han var second-unit regissör på Frostbiten.
2007 regisserade han filmen Morgan Pålsson – världsreporter och 2008  julkalendern Skägget i brevlådan. År 2009 fick Boklund göra musikvideon till det azerbajdzjanska bidraget i Eurovision Song Contest, "Always", med AySel och Arash.
Fredrik Boklund regisserade den tjugoförsta Åsa-Nisse-filmen, Wälkom to Knohult, som kom 2011 och var den första Åsa-Nisse-filmen på över 40 år.
2002 regisserade han även låten Panjabi MC feat. Jay Z till albumet Mundian To Bach Ke.